# キング・コング (2008年のパチンコ機)
キング・コング (2008年のパチンコ機)は、2008年11月にビスティが発売した、2005年に公開されたアクションアドベンチャー大作映画「キング･コング」とタイアップしたパチンコ機のシリーズ名。
CRキング・コング VFRとCRキング・コング SFRVの2機種がある。

## 概要
液晶型のデジパチ。1933年にアメリカ合衆国で公開された特撮映画キングコングのリメイク作品をコンテンツとして採用している。

本機は、多彩なモードが生み出す新たなゲーム性を有しており、キング･コングとV-REXの壮絶なバトルシーンをはじめとした圧倒的な映像とともに、キング･コングの壮大な世界観を表現している。プレイヤーは、映画さながらの興奮と感動を存分に楽しめる仕様となっている。

液晶演出では映画のストーリーを忠実に再現するべく多数の実写映像が実装されている。液晶上部には「コング役モノ」、液晶右側に隠れているのは「V-REX役モノ」、液晶下部には「樹木役モノ」と配置されており、ここぞという場面で動き出し、ゲーム性をより一層盛り上げて迫力のある映像を引き立てる役割を担っている。

大当たり確率と確変割合が異なる2スペックが同時に発売された。

## スペック
- CRキング・コング VFR[1]
  - 賞球数 3&3&10&13
  - 大当たり最高継続 15R（8カウント）
  - 大当たり確率 1/399.6
  - 確変中大当たり確率　1/40.0
  - 確変継続率　75%
  - 確変期間　次回大当たりまで
  - 時短システム　全ての大当たり終了後　30or100回転
- CRキング・コング SFRV[2]
  - 賞球数 3&3&10&13
  - 大当たり最高継続 15R（8カウント）
  - 大当たり確率 1/343.1
  - 確変中大当たり確率　1/34.3
  - 確変継続率　72%
  - 確変期間　次回大当たりまで
  - 時短システム　全ての大当たり終了後　20or100回転

## 図柄
確変図柄
- 7
- K

チャンス図柄
- 1
- 2
- 3
- 4
- 5
- 6

## 演出
3大激アツポイント
- 「7当たり」もしくは「2R確変」

問答無用でバトルモードに直行し、コングが捕獲されるまで高確率でバトルが継続する。
- コングクラッシュ

上下のコング役モノが液晶を覆った後に、液晶画面にも同調してコングがカットインする。発生した時点で信頼度が大幅にアップする激アツ演出である。
- 「2つの連続予告」&「アンムービー」

変動開始時に画面が暗転した後に稲妻が走り、液晶の上下段に帯が表示される疑似連続予告。帯の色は連続するごとに変化し、回数が続いて最終段階まで発展すれば激アツとなる。
リーチ成立直後にアンの実写ムービーが流れる「アンムービー」が発生すれば信頼度50%オーバーとなる。図柄が燃え上がるチャンスアップパターンなどもある。

ゲームシステム
本機には、小刻みに大当たりが連鎖する「ミドルループ」と、高継続で大当たりが連鎖する「ハイループ」の2種類のゾーンが存在する。
複数存在する全てのモードから7図柄もしくは、2R確変を引くと、確変確定の「バトルモード」へ突入する。バトルモード以外の通常図柄大当たり（12R）後は、確変の可能性がある「スーパードクロ島モード」に突入する。
ミドルループゾーン
スーパードクロ島モードを起点に航海モード･通常モードを行き来する確変の期待がもてるゾーンで、小刻みに大当たりが連鎖するという特徴がある。
- スーパードクロ島モード

通常図柄大当たり後に突入するモードで、20回転もしくは100回転の電サポ付きのチャンスタイムとなる。発生する予告演出で期待度が変化する。スーパードクロ島モードは20回転の方が確変期待度は高くなっている。
- 航海モード

スーパードクロ島モード後は航海モードに移行し、内部確変状態だと航海モードに頻繁に突入しやすいという特徴がある。晴れ･霧･雨･雷と天候の変化があり、確変期待度を示唆している。
航海モード限定の演出として「ミッション演出」がある。ボタン連打でリーチ発展を狙うアクションで、連打した後に現れた文字によって信頼度やリーチ発展先が変化する。
- 通常モード

通常モードは街と劇場の背景で、昼夕夜の変化がある。頻繁に航海モードと通常モードの行き来が発生すると確変期待度はアップする。
ハイループゾーン
バトルモードを中心にリベンジモードとスーパードクロ島モードを行き来するゾーンで、高確率で大当たりが連鎖するという特徴がある。
- バトルモード

15R確変のバトルを中心に大当たりが連鎖する確変確定のモード。モード中はコングとV-REXのバトルが繰り広げられ、コングが勝利すれば15R確変+モード継続となる。
バトルモードはコングが捕獲されるまで継続する。捕獲された場合は12R大当たりとなり、100回転のチャンスタイム「リベンジモード」へと移行する。
- リベンジモード

バトルモード中にコングが捕獲された後に移行する引き戻しゾーン。100回転の電サポ付き時短で、内部的に確変の可能性もある。
リベンジモード中に7で大当たりすればバトルモードに復帰し、それ以外の図柄での12R大当たりの場合はスーパードクロ島モードへと移行する。

予告アクション
- 爪跡ステップアップ予告

キングコングの爪跡でステップアップしていく予告で、最高4段階まで発展する。爪跡の色が赤色だとチャンスアップで、ステップ飛ばしで発生した場合はムービーも変化し、信頼度がさらにアップする。
- キャラステップアップ予告

ステップ1でアンが出現して、ステップ2で画面右側にアンが大きく登場する。その後、車が出現するとステップ3となり、車からカールが降りてくるとステップ4となる。その後さらに発展すると最終形のステップ5となる。
車の色やアンの服が赤色ならチャンスアップ、水玉柄なら激アツとなる。
- 保留玉予告

保留玉が変化する先読み予告で、ドクロになるとチャンスアップとなる。金色ドクロに変化した場合はさらに信頼度がアップして大チャンスとなる。
- ドラム予告

役モノ連動の予告アクションで、リーチ成立時に図柄が光に包まれる予告アクションとなっている。
- 会話予告

様々な会話が出現する予告で、会話の内容によって信頼度が変化する。演出や期待度を示唆するものなど様々なパターンがある。
- カチンコ予告

カチンコが出現して背景が変化していく保留先読み予告。カチンコに書かれた文字で信頼度などが変化する。ジャングルの背景などに変化すると大チャンスとなる。
- 図柄雷予告

ドラム予告と同様に図柄に稲妻が走るとチャンスアップとなる。
- ミニキャラ予告

背景に様々な変化が起こる。変化する内容で期待度を示唆するものもある。
- スポットライト予告

暗転した後スポットで図柄が映し出される予告アクション。映し出された図柄が停止するのを告知する。
- キャラ群予告

主にリーチ成立時にキャラの大群が出現する激アツ予告。発生タイミングは複数存在し、群の種類も様々なパターンが存在する。登場するキャラが通常と異なればチャンスアップパターンとなり、さらに信頼度がアップする。
- 図柄停止後ムービー予告

図柄がハズレ停止した後にムービーで動き出す予告アクション。ムービーが拡大されればリーチ発展のチャンスとなる。
- 押下ムービー予告

ボタン押下で出現する可能性のあるムービーアクション。リーチ発展先などを示唆するムービーが流れる。
- 名言予告

デジタル変動中に発生することがある激アツ予告。キャラや台詞によって信頼度が変化し、キングコングやカールなどの名言が出現することもある。

リーチアクション
ミドルループゾーン中のリーチアクション
リーチアクションのチャンスアップ系演出として、ボタン連打でパネルを破壊し、先に進むほど信頼度の高いスーパーリーチへと発展する「キングコングチャンス」と、リーチ演出中に発生すると信頼度を大幅にアップさせる「炎フレーム」、リーチ中に役モノが動くと実写V-REX発展のチャンスとなる「役物途中分岐演出」がある。
- 2Dフィートドンリーチ

アニメ系リーチの1つ。フィートドンと遭遇した後に逃げ出すストーリーが展開していく。アンが見つからずに逃げ切れば大当たりとなる。蛇やコウモリの出現でチャンスアップとなる。
- 2Dブロントリーチ

アニメ系リーチの1つ。ブロントザウルスに遭遇したカールたちが逃げ出すストーリーが展開していく。キャラの数や表情でも信頼度は変化し、ジャックが助けに入ればチャンスアップとなる。
- 2D V-REXリーチ

アニメ系リーチの1つ。最強の敵V-REXと遭遇するストーリーで展開していく。食べられずに逃げ切れれば大当たりとなる。アンの衣装が水玉なら激アツパターンとなる。
- 撮影リーチ

アニメ系リーチの1つ。動物などを撮影するアクションでリーチが展開していく。赤いエフェクトが発生するとチャンスアップとなる。単体では期待度は低めだが、発展して見つめあいリーチなどに発展することもある。
- 実写フィートドンリーチ

実写系リーチの1つで、2Dリーチハズレ後やV-REX役モノ作動から発展。実写で展開するフィートドンリーチで、2Dリーチ同様にアンがフィートドンから逃げ切れれば大当たりとなる。
- 実写ブロントリーチ

実写系リーチの1つで、2Dリーチハズレ後やV-REX役モノ作動から発展。実写で展開するブロントリーチで、2Dリーチ同様にカールが肉食恐竜とブロントザウルスから逃げるストーリーで展開していく。
- 実写V-REXリーチ

実写系リーチの1つで、2Dリーチハズレ後やV-REX役モノ作動から発展。実写で展開するV-REXリーチで、恐竜系リーチの中では最も信頼度が高い。V-REXとキングコングが遭遇するストーリーで、キングコングが勝てば大当たりとなる。
- 見つめあいリーチ

実写系リーチの1つで、撮影リーチのハズレ後などから発展することがある。キングコングの棲み家でのシーンが展開する。アンの想いがキングコングに届けば大当たりとなる。
実写系リーチの中で最も信頼度の高い激アツリーチとなっている。
- 全回転リーチ

2Dキャラが揃ったまま次々に恐竜に遭遇する演出から始まり、ホワイトアウトした後に全回転変動と実写ムービーがスタートする。大当たり確定のプレミアムリーチとなっている。
全回転リーチの発展経路は複数のパターンが存在する。
- キングコングチャンス

ボタンアイコン出現後の連打で画面が割れれば突入するチャンスアクション。連打で現れたパネルに対応するリーチアクションに発展する。パネルが先に進むほど高信頼度のスーパーリーチへと発展する。
- 突確突入演出

ハズレ停止後に画面がスパークすれば突確確定となる。ムービーが流れた後、そのままバトルモードに突入する。

ハイループゾーン中のリーチアクション
V-REXバトル時はコングの攻撃の組み合わせで期待度が変化し、捕獲演出発生時は船員が持つ武器の組み合わせで期待度が変化する。
バトル演出に発展した時点で15ラウンド大当たりかハズレリーチが確定となる。
捕獲演出発生時はバトルモード終了のピンチで、脱出できればバトルモード継続、捕獲された場合は12R通常大当たりで、復活演出や救済演出が発生しないとバトルモードは終了となる。
- V-REXバトル演出　パンチ

液晶左に出現するメーターがレッドゾーンで止まればチャンスとなる。コングの攻撃の中では最も期待度が低い。
- V-REXバトル演出　連続パンチ

パンチの軌跡が赤色なら期待度がアップする。
- V-REXバトル演出　岩石アタック

スコープが赤色のエフェクトになればチャンスとなる。バトル発展時に岩石アタックが選択されると勝利期待度は2番目に高い。
- V-REXバトル演出　覚醒

メーターの進行具合で期待度が変化する。バトル発展時の攻撃パターンの中で最も勝利期待度が高い演出となる。
- 捕獲演出

崖まで到達できずに転落するとピンチで、捕獲演出に突入する。ビンを避ける演出、ロープから逃れる演出、鎖から逃れる演出の3パターンがあり、捕獲されずに逃げられれば継続。捕獲された場合はバトルモード終了となる。
それぞれの演出にはチャンスアップパターンがあり、ロープ発生時は流れ星の数、ビン発生時は色の変化などで継続期待度を示唆する。
- スケートリーチ

リベンジモード中のリーチアクションの1つ。人影演出でアンが現れると発展。アンとキングコングの再会シーンでリーチアクションが展開していく。リベンジモード中では最も信頼度の高い激アツリーチとなっている。
- 飛行機リーチ

リベンジモード中のリーチアクションの1つ。人影演出で誰も現れなかった場合に発展。ボタン参加型のリーチで、キングコングが飛行機を撃墜させていく。最後の一機まで撃墜できれば大当たりとなる。
飛行機の数と、文字の色の変化でチャンスアップパターンが存在する。

大当たりラウンド中楽曲
12R大当たりのREGULAR BONUS時の楽曲はLUNA SEAのROSIERが採用されており、15R大当たりのBIG BONUS時の楽曲はPENICILLINのロマンス (PENICILLINの曲)が採用されている。